# Estaca de tortura

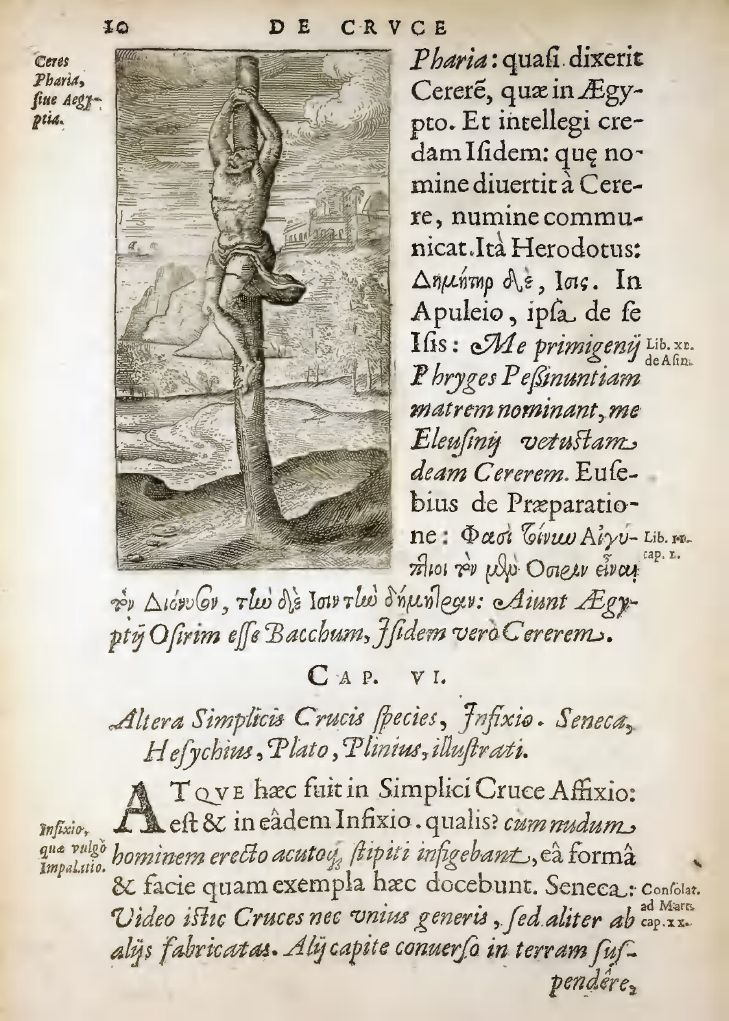
Execução no que Justus Lipsius chamou uma crux simplex ad affixionem.

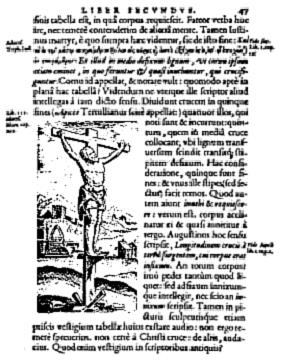
Crucificação no que Justus Lipsius chamou uma crux immissa.

Estaca de tortura é a expressão que usam as Testemunhas de Jeová algumas vezes para traduzir a palavra σταυρός (transliterada staurós) da língua grega helenística no Novo Testamento. Geralmente, quando se trata do instrumento de execução em uso no Império Romano, traduzem essa palavra com "estaca" (sem "de tortura"): Mateus 27:32,40,42; Marcos 15:21,30,32; Lucas 23:26; João 19:17,19,25,31; 1 Coríntios 1:17,18; Gálatas 5:11, 6:12; Efésios 2:16; Filipenses 2:8, 3:18; Colossenses 1:20. Porém, usam a expressão "estaca de tortura" cinco vezes para falar figurativamente do sofrimento que os seguidores de Jesus têm de enfrentar: Mateus 10:38, 16:24; Marcos 8:34, Lucas 9:23, 14:27; e uma vez em referência ao próprio instrumento: Hebreus 12:2.
Em todos esses casos os outros tradutores empregam a palavra "cruz".
A justificativa que oferecem as Testemunhas de Jeová para sua escolha é: "Estaca de tortura. Tradução da palavra grega staurós, que significa poste ou estaca, como aquela em que Jesus foi executado. Não há evidência de que a palavra grega significasse uma cruz, como as usadas pelos pagãos como símbolo religioso por muitos séculos antes de Cristo. “Estaca de tortura” transmite o pleno sentido da palavra original, visto que a palavra staurós também é usada para indicar a tortura, o sofrimento e a humilhação que os seguidores de Jesus enfrentariam. (Mt 16:24; He 12:2).

## A palavra σταυρός no grego antigo

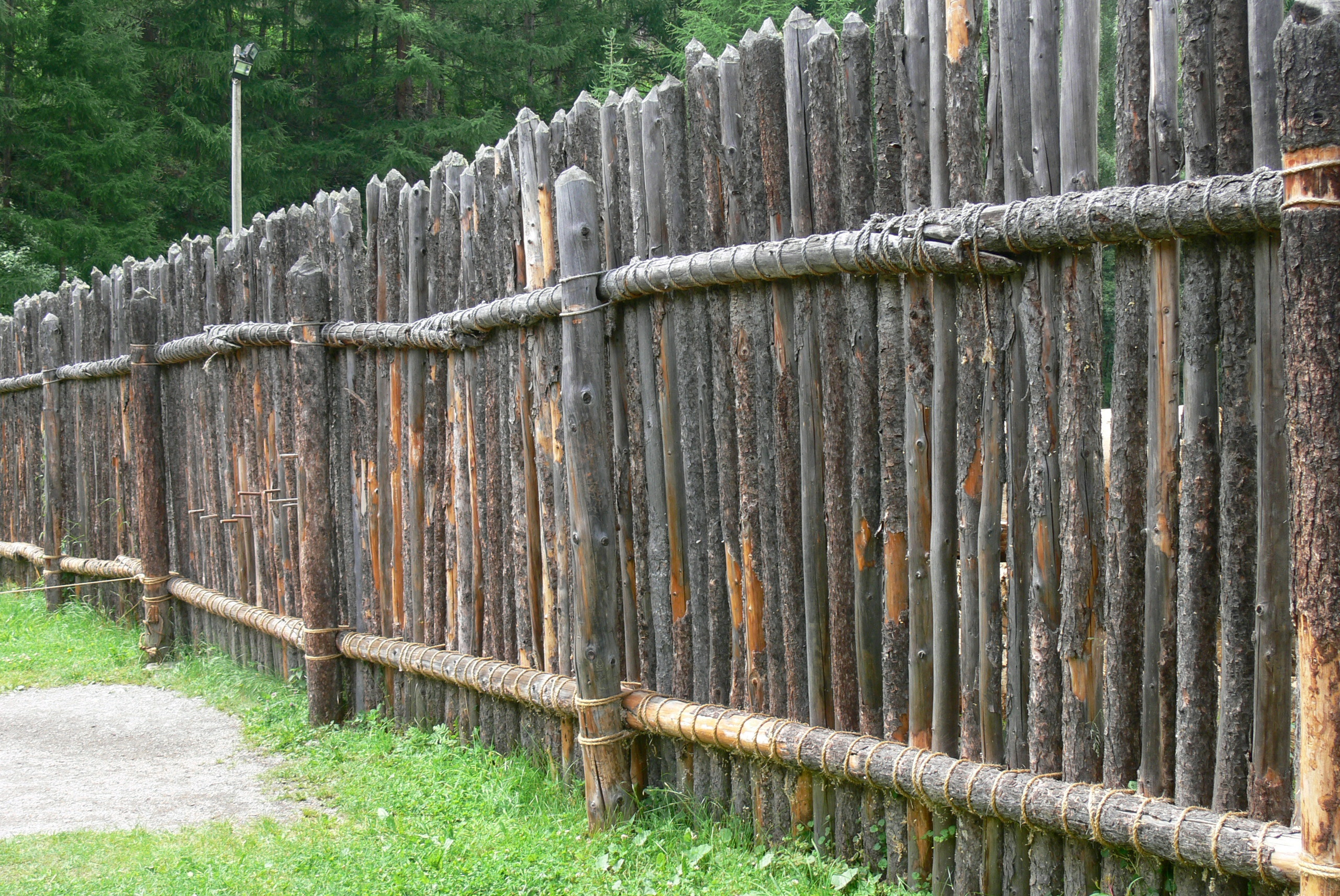
Paliçada de σταυροί

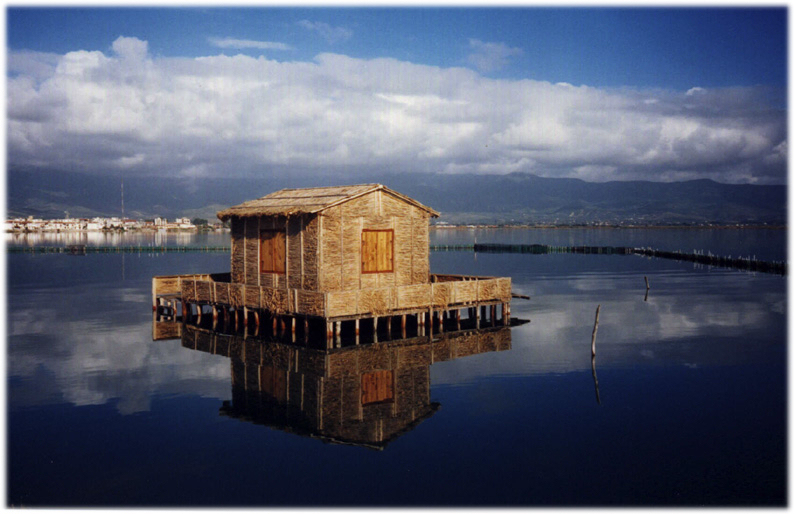
Palafita com σταυροί

Na língua grega antiga (c. 1000–330 a.C.) a palavra σταυρός encontra-se em textos de Homero e de autores gregos clásicos com o significado de estaca ou poste empregado ou para formar uma paliçada ("σταυροὺς ἐκτὸς ἔλασσε διαμπερὲς ἔνθα καὶ ἔνθα πυκνοὺς καὶ θαμέας" (Por fora, em toda a volta, fincara estacas, juntas e numerosas) – Odisseia 14.11; cf. Ilíada 24.453, História da Guerra do Peloponeso 4.90, Anábase 5.2.21) – ou para servir de fundação duma casa construída num lago (Histórias de Heródoto 5.16, História da Guerra do Peloponeso 7.25).
No grego antigo (antes de 300 a.C.), a palavra σταυρός nunca é usada no singular de um objeto isolado. Aparece apenas na forma plural, σταυροί, referindo-se a uma fileira de estacas usadas para formar uma paliçada ou a um grupo delas que formam a fundação de uma palafita.

## A palavra σταυρός no grego koiné
Nos textos escritos nessa forma da língua grega, chamada koiné, que estava em uso no período c. 330 a.C. – c.  330 d.C., a palavra σταυρός encontra-se empregada ao singular para indicar um instrumento de execução da pena de morte nas obras de Diodoro Sículo (c. 90—30 a.C.), Evangelho segundo Mateus (depois de 70 d.C.), Evangelho segundo Lucas (80-90 segundo a maioria dos estudiosos) e Luciano de Samósata (c.125 — depois de 180).
Algumas fontes não distinguem expressamente os períodos de tempo dos diferentes usos da mesma palavra, mas indicam expressamente as diferenças. Assim o vocabulário de Strong explica a palavra como "uma estaca ereta, conseqüentemente uma cruz (o instrumento romano de crucificação). Mais recente e mais clara a obra de Thayer: "1. Uma estaca ereta, especialmente se pontiaguda (Homero, Heródoto, Tucídides, Xenofonte). 2. a. o conhecido instrumento da mais cruel e ignominiosa punição, emprestada pelos gregos e romanos dos fenícios; para ele foram afixados entre os romanos, até o tempo de Constantino, o Grande, os criminosos mais culpados ...; b. o equivalente à crucificação que Cristo sofreu ..." A versão portuguesa publicada pela Sociedade Bíblica do Brasil em 2002 inverte a ordem e coloca o significado "estaca ereta" por último, não primeiro. O Léxico do Novo Testamento Grego/Português de Gingrich e Danker, que não leva em consideração escritos fora do Novo Testamento, apenas fornece o significado "cruz".

## Forma do σταυρός de execução
Segundo as Testemunhas de Jeová, a palavra σταυρός se refere a um poste, uma estaca ou um mastro sem travessa e não a uma cruz.

### The Non-Christian Cross
Citam em favor desta ideia deles o livro The Non-Christian Cross (A Cruz Não-Cristã) publicado em 1896, em que John Denham Parsons afirmou: "Não existe uma única sentença em nenhum dos inúmeros escritos que formam o Novo Testamento que, no grego original, forneça sequer evidência indireta no sentido de que o stauros usado no caso de Jesus fosse diferente do stauros comum; muito menos no sentido de que consistisse, não em um só pedaço de madeira, mas em dois pedaços pregados juntos em forma de uma cruz."
Porém, segundo os contemporâneos do emprego do σταυρός de execução, que podiam ver como era feito realmente, o σταυρός comum de execução tinha a forma da letra T. Luciano de Samósata em sua humorística obra Julgamento das Vogais faz acusar o Τ (letra grega Tau) pelo Σ (letra grega Sigma) de vários crimes, entre os quais o de ter sido o modelo do σταυρός. O Sigma declara: "Dizem que foi com base na figura deste que os tiranos, tendo seguido e imitado a sua configuração, depois fabricaram madeiros com tal forma, a fim de neles crucificarem os homens". Também Artemidoro diz que o σταυρός, como o barco, é feito de madeiras (plural) e pregos. E dado que nos numerais gregos a letra tau correspondia ao número 300, os Padres da Igreja veían nas menções deste número no Antigo Testamento uma prefiguração da cruz de Cristo.

### Vine's Expository Bible Dictionary
As Testemunhas de Jeová citam também o Dicionário Bíblico de W.E. Vine (publicado em 1940), que, em conformidade com a diversidade existente entre o uso de σταυρός nas formas mais antiguas do grego e no grego koiné, diz que essa palavra grega "denota, primariamente, poste ou estaca vertical. Em tais peças os malfeitores eram pregados para execução. O substantivo stau·rós e o verbo stauroō, amarrar a uma estaca ou poste, devem ser originalmente distinguidos da forma eclesiástica da cruz de duas vigas". Imediatamente depois, Vine declara que "a forma eclesiástica da cruz de duas vigas" teve origem na Caldeia e foi aceite na Igreja cristã como símbolo de Cristo só por volta dos meados do terceiro século.
Porém os já citados escritores Luciano de Samósata e Artemidoro, que não eram cristãos, indicam que o σταυρός comum de execução era de fato composto de duas vigas. E já antes do terceiro século os escritores cristãos, que sabiam diretamente a forma do σταυρός de execução, falam do carácter composto do σταυρός de execução: por exemplo, Justino diz que o cordeiro de Pessach "que era mandado assar completamente era símbolo da paixão da cruz (τοῦ σταυροῦ) que Cristo devia sofrer. Com efeito, assa-se o cordeiro colocado em forma de cruz (τοῦ σταυροῦ), pois uma ponta do espeto o atravessa dos pés à cabeça, e a outra atravessa-lhe as costas e nela se apóiam as partes dianteiras do cordeirο".

### The Imperial Bible-Dictionary
Desta fonte as Testemunhas de Jeová citam apenas duas frases que dizem respeito ao significado inicial da palavra lσταυρός e da correspondente palavra latina crux, antes de assumirem o significado associado ao uso pelos romanos como instrumento de morte, como no Calvário; omitem todas as informações detalhadas que a mesma fonte dá sobre o σταυρός ou crux de fato usado nas execuções romanas. Assim dizem:
O The Imperial Bible-Dictionary (Dicionário Bíblico Imperial) diz que a palavra staurós "significava apropriadamente uma estaca, um poste reto ou um madeiro, em que algo podia ser pendurado, ou que poderia ser usado para cercar com estacas um pedaço de terreno". O dicionário continua: "Até mesmo entre os romanos a crux (da qual se deriva nossa cruz) parece ter sido originalmente um poste reto."
Na realidade esse Dicionário afirma nas páginas 376 e 377 (em inglês):

A palavra grega para cruz, σταυρός, significava apropriadamente uma estaca, um poste ereto, ou um elemento duma paliçada, em que algo podia ser pendurado ou que poderia ser usado para cercar com estacas um pedaço de terreno. Mas se introduziu uma modificação enquanto o domínio e os usos romanos se extendiam para territórios de língua grega. Até mesmo entre os romanos a crux (da qual se deriva nossa cruz) parece ter sido originalmente um poste ereto, e isso permaneceu sempre a mais proeminente das duas partes. Mas a partir do momento em que a crux começou a ser usada como instrumento de punição se juntava comumente uma travessa de madeira; mas mesmo então não sempre. Porque parece que pela cruz houve mais de uma forma de morte, realizada algumas vezes transfixando o criminoso com um poste que se fazia correr através de suas costas e a espinha dorsal e que saiu em sua boca (adactum per medium hominem, qui per os emergat, stipitem, Séneca, Ep. xlv.) Em outro lugar (Consol. ad Marciam, xx) Séneca menciona três formas. "Vejo três cruzes, nem sequer de um só tipo, mas fabricadas cada uma de modo distinto: uns penduram as vítimas de cabeça para baixo, outros spetam-lhes estacas nas partes pudendas, outros cravam-lhes os braços abertos no patibulum." Não cabe dúvida, entretanto, que este último tipo era o mais comum, e que sobre o período dos evangelhos a crucificação se fazia usualmente por suspender o criminoso numa travessa de madeira. Mas isso não determina por si só a forma precisa da cruz, porque se sabe que havia três formas em uso. Uma, e provavelmente a mais antiga, era em forma da letra T, que consistia, como comumente escrita, numa linha perpendicular com outra colocada ao longo do topo, fazendo dois ângulos retos, T. Nos primeiros escritos cristãos refere-se muitas vezes a esta letra como símbolo da cruz, e. por causa de tal semelhança, Luciano, no seu estilo usual, apresenta uma acusação contra a letra (Judic. Voc. xii). A letra X representa outro tipo, que recebeu o nome de Santo André, por conta de uma tradição que numa cruz dessa descrição o apóstolo desse nome sofreu o martírio. Mas a forma mais comum, entende-se, era aquela em que o pedaço de madeira vertical era cruzado por outro perto do seu topo, mas não precisamente nele, e o montante estendia acima do horizontal assim † - e desta maneira fazia quatro, não apenas dois ângulos retos.